# Dicer

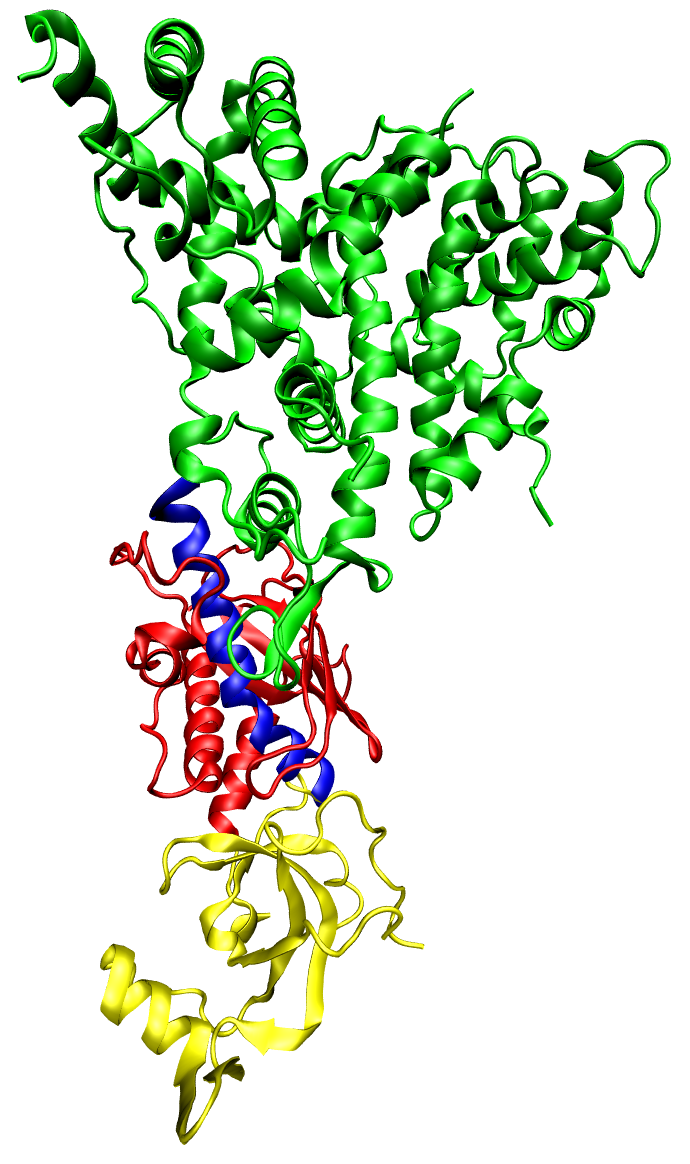
Enzym Dicer, barevně vyznačený různé podjednotky. Zeleně jsou dvě RNázové III podjednotky, PAZ doména umožňující vazbu na konec RNA je žlutě

Dicer (výslovnost [daɪsə]) je endoribonukleáza, která katalyzuje hydrolytické štěpení jistých RNA, čímž umožňuje vznik 20–30 nukleotidů dlouhých molekul, známých jako miRNA a siRNA. Účastní se tedy procesu RNA interference. Patří do rodiny RNáz III, které všechny účinkují na dvouvláknové RNA (dsRNA), což je zcela ve shodě s poznatky o enzymu dicer – prekurzorovými molekulami jsou dvouvláknové buď pre-miRNA či jisté (např. virové) dsRNA. U C. elegans je jediný zástupce dicerové rodiny proteinů, u drozofily dva (jeden na siRNA, druhý na miRNA) a u huseníčku čtyři. Po odstranění jednoho vlákna se dicer (spolu s jedním z vláken sestříhaného oligonukleotidu siRNA nebo miRNA) stává součástí RISC komplexu.